# 闽南佛学院

厦门闽南佛学院

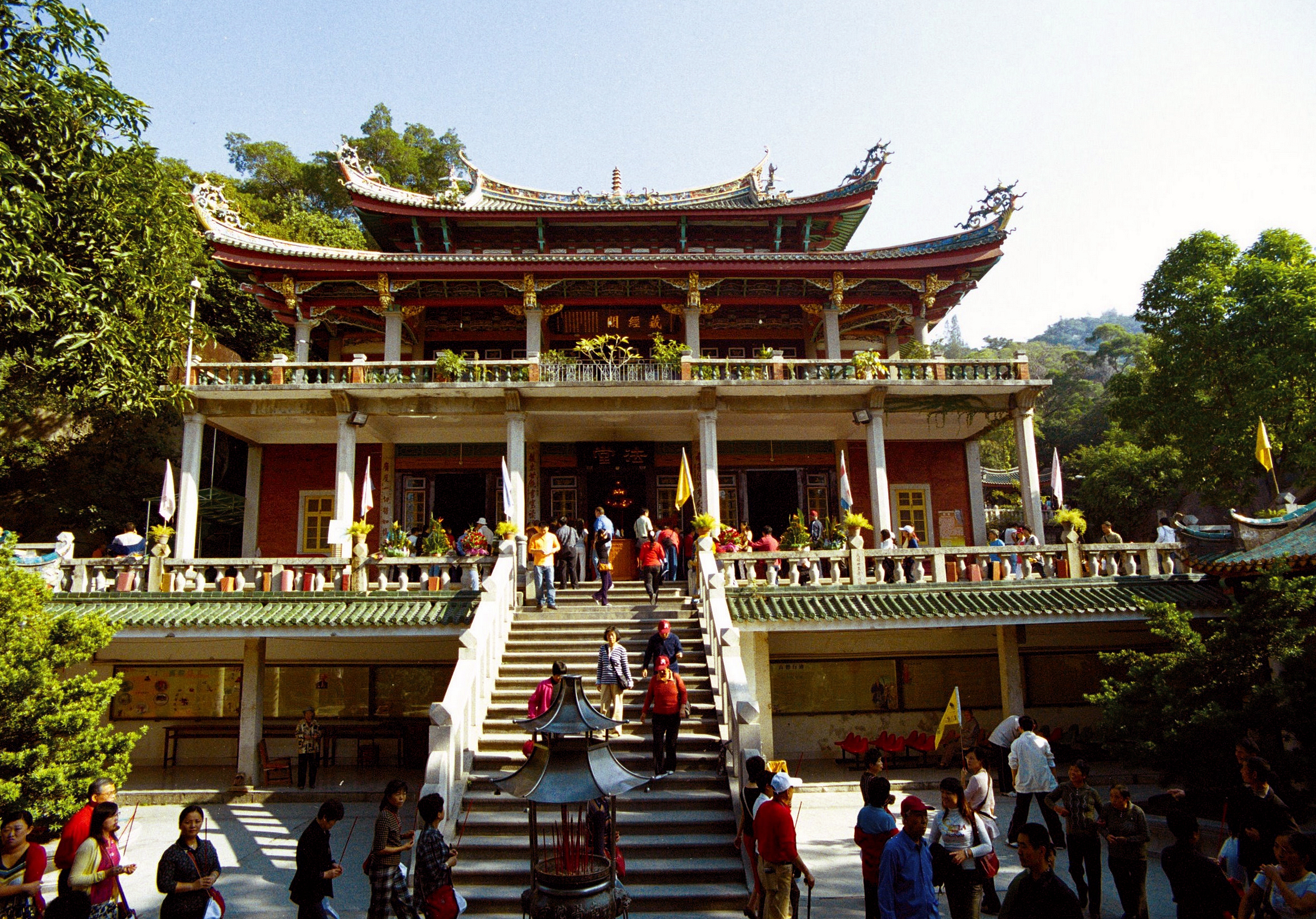
闽南佛学院所在的南普陀寺的藏经阁

闽南佛学院位于中国福建省厦门市南普陀寺内，由临济宗喝云派下的转逢和尚与南普陀寺十方丛林第一任住持会泉法师共同创办于1925年9月1日。闽南佛学院为中国最早的佛学院。

## 历史概况
- 1925年9月1日，闽南佛学院创办。首任院长是会泉法师，副院长为常惺法师。[1]
- 1927年，聘太虚大师为南普陀寺住持兼闽南佛学院第二任院长。
- 1928年10月，闽南佛学院创办《现代僧伽》刊物。
- 1929年，闽南佛学院与武昌佛学院同时定为中国佛教最高学府。
- 1930年，太虚大师在学院里增设研究部。
- 1932年，《现代僧伽》更名《现代佛教》。
- 1933年，常惺法师继任南普陀寺住持，兼闽南佛学院院长。
- 1934年，弘一大师增办佛教养正院
- 1936年，由性愿法师代南普陀寺住持兼闽南佛学院院长。
- 抗日战争期间，佛学院只在1940年和1943年招收学僧33人和25人。
- 日本投降后，佛学院停办。
- 1984年，批准复办闽南佛学院。
- 1985年春，闽南佛学院正式复办，分设男、女两个院部。男院部设在南普陀寺院本部，女院部设在万石莲寺内。
- 1989年，出版《闽南佛学院学报》。

## 历任院长
- 释会泉（1925年-1927年）
- 释太虚（1927年-1933年）
- 释大醒（1931年-1932年）（代理）
- 释常惺（1933年-1936年）
- 释性愿（1936年-1937年）（代理）

1937年-1941年停办
- 释大醒（1941年-1942年）
- 释块然（1942年-1943年）（代理）
- 释会觉（1943年-1945年前后）（代理）

1945年前后停办，1985年复办
- 释妙湛（1985年-1995年）
- 释圣辉（1996年-）

## 佛教养正院
佛教养正院是1934年由弘一大师创建的初级僧伽学校，1949年改为养正义务小学，后由地方教育部门接办，改称东沃小学。1981年妙湛法师复办佛教养正院。